# Paragallinula
Paragallinula is een geslacht van vogels uit de familie Rallen, koeten en waterhoentjes (Rallidae). De enige soort:
- Paragallinula angulata – Afrikaans waterhoen